# Age of Empires: Mythologies
Age of Empires: Mythologies (рус. Эпоха империй. Мифологии) — компьютерная игра в жанре пошаговой стратегии, ремейк Age of Mythology, разработанный компанией Griptonite Games исключительно для игровой системы Nintendo DS и изданный THQ 24 ноября 2008 года. Кроме того, Age of Empires: Mythologies является сиквелом к Age of Empires: The Age of Kings.

## Игровой процесс
В отличие от оригинальной Age of Mythology для PC, Age of Empires: Mythologies — пошаговая стратегия, а не стратегия в реальном времени. Каждому игроку даётся свой ход, в пределах которого он может перемещать свои юниты, отдавать им приказы атаковать, защищаться, захватывать или строить здания. Каждый раз, когда юнит одного игрока наносит повреждения юниту другого, на верхнем экране консоли проигрывается специальная анимация, а также показывается величина повреждений, нанесённых противнику. В игре три ресурса — пища, золото и благословение, — расходующихся на строительство зданий, наём юнитов и изучение новых технологий. Чтобы получить доступ к новым юнитам, зданиям и технологиям, игрок должен переходить в новые эпохи, начиная с Архаической; эта особенность геймплея взята из остальных игр серии Age of Empires.
Как и в оригинальной игре, в  Age of Empires: Mythologies доступно для игры три фракции — греки, египтяне и скандинавы — со своими геймплейными особенностями и со своими богами. Боги и система юнитов, делящихся на три типа и находящихся между собой в отношениях типа камень-ножницы-бумага, взяты из оригинальной игры.

## Отзывы
| Сводный рейтинг | Сводный рейтинг |
| Агрегатор       | Оценка          |
| --------------- | --------------- |
| GameRankings    | 79,54 %         |
| Metacritic      | 78 %            |

Игра получила положительные отзывы критиков.